# エスターリン・フランコ
エスターリン・フランコ・エルナンデス（Esterlin Franco Hernandez、1980年11月25日 - ）は、ドミニカ共和国出身の元プロ野球選手（内野手）。

## 経歴
ラ・エスタンシア高からヒューストン・アストロズのアカデミーを経て、2000年にアストロズと契約。
2002年にカープアカデミーから広島東洋カープへ練習生として入団、翌年に一度退団した。
2004年は、中国野球リーグの広東レパーズでプレーし、本塁打と打点の二冠に輝いている。
2005年3月、広島東洋カープと正式契約を交わした。広島にとってはバッティングの良い大型選手の獲得とも言えたが、走塁・守備に難があり肝心の打撃も振るわなかったため、その年限りで自由契約となった。

## 詳細情報

### 年度別打撃成績
| 年 度     | 球 団     | 試 合 | 打 席 | 打 数 | 得 点 | 安 打 | 二 塁 打 | 三 塁 打 | 本 塁 打 | 塁 打 | 打 点 | 盗 塁 | 盗 塁 死 | 犠 打 | 犠 飛 | 四 球 | 敬 遠 | 死 球 | 三 振 | 併 殺 打 | 打 率 | 出 塁 率 | 長 打 率 | O P S |
| --------- | --------- | ----- | ----- | ----- | ----- | ----- | -------- | -------- | -------- | ----- | ----- | ----- | -------- | ----- | ----- | ----- | ----- | ----- | ----- | -------- | ----- | -------- | -------- | ----- |
| 2005      | 広島      | 15    | 48    | 48    | 0     | 11    | 2        | 0        | 0        | 13    | 1     | 0     | 0        | 0     | 0     | 0     | 0     | 0     | 13    | 3        | .229  | .229     | .271     | .500  |
| 通算：1年 | 通算：1年 | 15    | 48    | 48    | 0     | 11    | 2        | 0        | 0        | 13    | 1     | 0     | 0        | 0     | 0     | 0     | 0     | 0     | 13    | 3        | .229  | .229     | .271     | .500  |

### 記録
NPB
- 初出場：2005年8月17日、対ヤクルトスワローズ15回戦（広島市民球場）、8回裏に広池浩司の代打で出場
- 初打席：同上、8回裏に五十嵐亮太から投手ゴロ
- 初先発出場：2005年8月18日、対ヤクルトスワローズ16回戦（広島市民球場）、7番・二塁手で先発出場
- 初安打：同上、2回裏に石川雅規から中前安打
- 初打点：2005年8月20日、対読売ジャイアンツ16回戦（東京ドーム）、5回表に桑田真澄から左前先制決勝適時打

### 背番号
- 111 （2002年 - 2003年途中）
- 96 （2003年途中 - 同年終了、2005年）